# Formato lenzuolo
Il formato lenzuolo è il più grande dei formati di stampa dei giornali. È caratterizzato da lunghe pagine verticali (solitamente 55-56 centimetri, o più). Il termine inglese broadsheet deriva dai tipi di vignette popolari (usualmente disegnate solo in una singola facciata), vendute sulle strade e contenenti diversi tipi di argomenti, dalle ballate alla satira politica. Il primo giornale in formato lenzuolo fu l'olandese Courante uyt Italien, Duytslandt, &c., pubblicato a partire dal 1618.
Altri comuni formati di giornale includono i più piccoli berlinese, compact e tabloid.

## Descrizione
Diversi formati lenzuolo misurano all'incirca 29 pollici e mezzo per 23½ (74,9 cm × 59,7 cm) per la piena estensione, due volte la grandezza di un tabloid standard. I formati lenzuolo australiani e neozelandesi hanno sempre le dimensioni del foglio A1 (cioè 84,1 cm per 59,4 cm).
Negli Stati Uniti le dimensioni tradizionali per la metà della prima pagina del formato lenzuolo sono 15 pollici (38,1 cm) in larghezza per 22¾ pollici (41,9 cm) in altezza. Comunque nello sforzo di diminuire i costi della carta da giornale, molti giornali statunitensi (includendo The Wall Street Journal) stanno diminuendo le dimensioni a 12 pollici (30,5 cm) di larghezza per 22¾ pollici (41,9 cm) d'altezza per una pagina piegata.
Le due versioni del formato lenzuolo sono:
- formato lenzuolo pieno: tipicamente piegato verticalmente a metà cosicché formi quattro pagine (la prima pagina frontale e del retro e la pagina del retro frontale e del retro). Le quattro pagine sono chiamate doppie pagine. Dentro, i formati lenzuolo sono inseriti l'un l'altro di conseguenza.
- metà formato lenzuolo: di solito è una pagina interna che non è piegata verticalmente e racchiude appena una fronte e un retro.

Negli esempi comuni un intero giornale può essere un metà formato lenzuolo di due pagine o unformato lenzuolo pieno a quattro pagine.

## Il formato lenzuolo nel mondo

### Argentina
- La Nación, unico giornale in formato lenzuolo

### Australia
- The Age, Melbourne (un progettato allontanamento dal formato lenzuolo fu annunciato 26 aprile 2007)
- The Australian, quotidiano a tiratura nazionale
- The Canberra Times
- The Sydney Morning Herald, Sydney (un progettato allontanamento dal formato lenzuolo fu annunciato 26 aprile 2007)
- Sunraysia Daily

### Brasile
Quasi tutti i giornali brasiliani sono formato lenzuolo, includendo le maggiori pubblicazioni come:
- O Globo, Rio de Janeiro
- Jornal do Brasil, Rio de Janeiro (edizione riservata ai soli abbonati dal 16 aprile 2006, quando l'edizione da edicola cambiò all'improvviso in berlinese)
- Folha de S. Paulo, San Paolo
- O Estado de São Paulo, San Paolo

### Canada
- The Globe and Mail
- National Post
- Toronto Star
- Montreal Gazette, Montréal
- La Presse, Montréal
- Le Devoir, Montréal
- The Ottawa Citizen, Ottawa
- Winnipeg Free Press, Winnipeg
- Halifax Chronicle-Herald
- The Telegram, St. John's
- The Edmonton Journal, Edmonton
- The Calgary Herald, Calgary
- The Vancouver Sun, Vancouver

### Cile
- El Mercurio

### Danimarca
- Jyllands-Posten
- Politiken

### Filippine
- Philippine Daily Inquirer
- The Philippine Star
- Manila Bulletin
- The Manila Times
- The Daily Tribune (il formato lenzuolo più controverso, poiché propone più contenuti contro Gloria Macapagal-Arroyo)

### Finlandia
- Helsingin Sanomat
- Aamulehti
- Turun Sanomat
- Kaleva

### Francia
- L'Équipe

### Germania
- Die Zeit
- Die Welt
- Süddeutsche Zeitung
- Frankfurter Allgemeine Zeitung

### Grecia
- Kathimerini

### India
- The DNA
- Deccan Herald
- The Hindu
- Hindustan Times
- The Indian Express
- The Statesman
- The Telegraph
- The Times of India

Quasi tutti i maggiori giornali in India sono formato lenzuolo. I tabloid sono principalmente trovati in piccole distribuzioni locali o carte rurali.

### Irlanda
- The Irish Times
- The Irish Examiner
- The Irish Independent

### Israele
- Haaretz
- The Jerusalem Post

### Italia
Il formato lenzuolo tipico dei quotidiani italiani è di cm 43 × 58/59 a nove colonne.

Oggi mantengono questo formato solo alcuni quotidiani:
- Avvenire, Milano
- Il Foglio, Milano
- Il Mattino, Napoli
- Il Messaggero, Roma
- L'Unità, Roma

### Nuova Zelanda
- The New Zealand Herald, Auckland
- The Waikato Times, Hamilton
- The Dominion Post, Wellington
- The Press, Christchurch
- The Otago Daily Times, Dunedin
- The Taranaki Daily News, New Plymouth

### Pakistan
- The News International
- Daily Mail
- Dawn
- The Star

### Perù
- El Comercio, Lima

### Polonia
- Gazeta Wyborcza
- Rzeczpospolita
- Dziennik

### Portogallo
- Expresso, Lisbona

### Regno Unito
- The Financial Times
- The Daily Telegraph (The Sunday Telegraph)
- The Herald
- The Press and Journal
- The Sunday Times
- The Observer

### Repubblica Dominicana
- Listín Diario
- Hoy
- La Información, Santiago de los Caballeros

### Russia
- Izvestija

### Sud Africa
- Beeld

### Stati Uniti
Quasi tutti i giornali degli Stati Uniti sono formato lenzuolo e includono:
- The Boston Globe
- The Chicago Tribune
- Houston Chronicle
- The Detroit News
- The Kansas City Star
- Los Angeles Times
- The Minneapolis Star Tribune
- The New York Times
- The Philadelphia Inquirer
- Pittsburgh Post-Gazette
- St. Louis Post-Dispatch
- USA Today
- The Toronto Star
- The Wall Street Journal
- The Washington Post